# Metrosideros cherrieri
Metrosideros cherrieri är en myrtenväxtart som beskrevs av J.W.Dawson. Metrosideros cherrieri ingår i släktet Metrosideros och familjen myrtenväxter. Inga underarter finns listade i Catalogue of Life.